# 滨刺草
濱刺草（学名：Spinifex littoreus），又名老鼠艻或濱刺麥，为禾本科滨刺草属(鬟刺属)下的一种多年生草本植物。其莖已木質化，较为坚硬，叶線形、堅硬，表面有阻止水分蒸发的蠟質。分布于台湾、福建、广东、广西等省区，印度、缅甸、斯里兰卡、马来西亚、越南和菲律宾。模式标本采自印度。生于海边沙滩，是一种海边固沙植物。